# ساکاکیبارا یاسوماسا
ساکاکی‌بارا یاسوماسا (榊原 康政، ۱۵۴۸–۱۹ ژوئن ۱۶۰۶) یک دایمیو ژاپنی از اواخر دوره سنگوکو تا اوایل دوره ادو بود که به خاندان توکوگاوا خدمت می‌کرد. او به عنوان یکی از برجسته‌ترین فرماندهان نظامی خانواده توکوگاوا، به همراه ساکای تاداتسوگو، هوندا تاداکاتسو و ای نائوماسا یکی از توکوگاوا شیتننو (shitennō 四天王) محسوب می‌شد. عنوان دربار او شیکیبو-شو (式部大輔) بود.

## اوایل زندگی
ساکاکیبارا یاسوماسا در سال هفدهم تنمون (۱۵۴۸)، دومین پسر ساکاکیبارا ناگاماسا، در ناحیه اوئنو در ولایت میکاوا به دنیا آمد. ساکاکیبارا ملازمان ارثی خاندان ماتسودایرا (بعدها توکوگاوا) بودند که به عنوان فودای طبقه‌بندی شدند. با این حال، آنها مستقیماً به این خاندان خدمت نکردند، بلکه در عوض به یکی از ملازمان ارشد آن، که در آن زمان ساکای تادانائو (که ساکاکیبارا را به عنوان بایشین، یا «واسال‌های عقب» طبقه‌بندی می‌کرد، خدمت می‌کردند.
یاسوماسا جوان اغلب از سنین جوانی با «ماتسودایرا موتویاسو» (بعداً توکوگاوا ایه‌یاسو) تعامل داشت و خیلی زود به صفحه او منصوب شد. به دلیل شجاعت او در نبرد باتوگاهارا در سال ۱۵۶۴ در سرکوب شورش ایکو-ایکی در میکاوا، او اجازه یافت از «یاسو» بخشی از نام موتویاسو استفاده کند.
در این زمان، او برادر خود را خلع کرد و رئیس خاندان ساکاکیبارا شد. دو توضیح برای این وجود دارد. یکی این که برادرش متحد شورشیان ایکو ایکی بوده است و دیگری اینکه برادرش یکی از ملازمان پسر ایه‌یاسو ماتسودایرا نوبویاسو بوده است که به احتمال زیاد در یک توطئه خیانت غیرقابل وجود علیه اودا نوبوناگا نقش داشته است.

## خدمات تحت ایه‌یاسو
در سال نهم اریکو - (۱۵۶۶)، در ۱۹ سالگی، یاسوماسا مراسم بلوغ خود را انجام داد و اندکی بعد، او و هوندا تاداکاتس و توسط ایه‌یاسو، هاتاموتو شدند و به هر یک از ۵۰ سواره نظام اعطا شد. از آن نقطه به بعد، آنها به عنوان فرمانده واحد هاتموتوی ایه‌یاسو عمل می‌کنند.
در سال ۱۵۷۰، یاسوماسا در نبرد آنه‌گاوا جنگ کرد، او در لشکر دوم به همراه هوندا تاداکاتسو در جناح چپ آساکورا، اطراف آساکورا کاگتاکه بود. ۱۵۷۵.
در سال ۱۵۸۴، زمانی که ایه‌یاسو تصمیم گرفت از تویوتومی هیده‌یوشیی سرپیچی کند، یاسوماسا همچنان زیر نظر ایه‌یاسو خدمت می‌کرد و به این نتیجه رسید که منطقه کوماکی برای کمپین بعدی مناسب است. یاسوماسا هنگام همراهی ایه‌یاسو به اوساکا برای ملاقات با تویوتومی هیده‌یوشیی لقب «شیکیبو-شو» را دریافت کرد.
در سال ۱۵۹۰، پس از اینکه توکوگاوا به منطقه کانتو نقل مکان کرد، او قرار بود تیمی مسئول تخصیص فیف‌ها داشته باشد. زمانی که ایه‌یاسو به عنوان یکی از کارکنان هیدیوشی در کیوشو خدمت می‌کرد، یاسوماسا به عنوان یکی از مدیران ارشد بر کانتو نظارت می‌کرد.
یاسوماسا پس از پیروزی توکوگاوا در نبرد سکیگاهارا در سال ۱۶۰۰، ۱۰۰۰۰۰ ککو فیف تاتبایاشی هان را دریافت کرد، که برای چند نسل در خانواده باقی ماند.

## مرگ
خود یاسوماسا در سال ۱۶۰۶ در ۵۹ سالگی درگذشت و در معبد زن دوجی در تاته بایاشی، جایی که قبر او هنوز هم وجود دارد، به خاک سپرده شد. پسرش ساکاکیبارا یاسوکاتسو در محاصره قلعه اوساکا جنگید.